# 開羅謀殺案
《天堂來的男孩》（阿拉伯语：‎，羅馬化：ṣabiyy min al-Janna），在北美上映的名稱為《開羅謀殺案》（英語：Cairo Conspiracy），是一部2022年的阿拉伯語政治驚悚片，由瑞典電影製作人塔利克·薩勒赫執導。該片由瑞典、法國和芬蘭聯合製作。這部電影於2022年5月20日在2022年坎城影展上进行了全球首映，並被選中角逐金棕榈奖。塔利克·薩勒赫獲得最佳劇本獎，影片獲得弗朗索瓦夏莱奖。該片代表瑞典參賽並入選第95届奥斯卡金像獎最佳國際劇情片，並入圍短名單（十五強）。 

## 前情
亞當是漁夫的兒子，他幸運地考上了埃及開羅著名的艾資哈爾大學。然而就在開學當天，學校握有大權的大伊瑪目突然去世，一場權力鬥爭接踵而至，將亞當捲入其中。

## 卡司
- 塔菲克·伯罕（英语：Tawfeek Barhom） 飾演 亞當
- 法瑞斯·法瑞斯 飾演 Ibrahim
- 穆罕默德·巴克里 飾演 General Al Sakran
- 馬珂蘭姆·柯瑞（英语：Makram Khoury） 飾演 謝赫·内格姆
- 麥赫迪·戴比（英语：Mehdi Dehbi） 飾演 齊佐
- 摩·阿尤布（Moe Ayoub）飾演 索比

## 製作
這部電影主要是在土耳其伊斯坦堡的苏莱曼清真寺拍摄的。

## 回響
在爛番茄上支持率為67%，平均評分7.10/10。根據Metacritic，7位影評給出的加權平均分71分（滿分100分），獲得了“普遍好評”。

### 荣誉
| 獎項       | 頒獎日期      | 類別            | 獲獎者        | 結果 |
| ---------- | ------------- | --------------- | ------------- | ---- |
| 戛纳电影节 | 2022年5月28日 | 最佳劇本        | 塔利克·薩勒赫 | 獲獎 |
| 戛纳电影节 | 2022年5月28日 | 法蘭索瓦·夏萊獎 | 塔利克·薩勒赫 | 獲獎 |
| 戛纳电影节 | 2022年5月28日 | 金棕榈奖        | 塔利克·薩勒赫 | 提名 |

## 外部連結
- 互联网电影数据库（IMDb）上《開羅謀殺案》的资料（英文）